# 침개미아과
침개미아과는 개미과에 속하는 개미의 한 아과로서, 약 1600종이 있으며, 배가 상대적으로 둥글지 않고 길쭉하며 이마방패와 복부에 돌기가 없는 것이 특징이다.